# 束怀德
束怀德（1932年1月—2016年5月28日），安徽合肥人。中华人民共和国政治人物。

## 生平
1950年5月参加工作，1953年9月加入中国共产党。曾任第九届全国人大常委会委员、内务司法委员会副主任委员，中共中央政法委员会秘书长兼中央综治委办公室主任。
束怀德早年曾先后在中国人民大学、中国政法大学攻读法律。1973年4月起，先后在公安部三局刑侦处、办公室工作，任办公室副主任。1980年10月，调中央政法委员会工作，历任研究室副主任、主任、中央政法领导小组秘书组组长。1990年3月，任中央政法委员会副秘书长.1991年，中共中央决定成立“中央社会治安综合治理委员会”，束怀德任中央综治委委员、综治委办公室主任。1993年2月，升任中央政法委秘书长兼中央综治委办公室主任。1998年3月，第九届全国人大第一次会议上，他当选为全国人民代表大会常务委员会委员、内务司法委员会副主任委员。
2016年5月28日，在北京逝世。